# Guy de Maupassant
Guy de Maupassant (ur. 5 sierpnia 1850 w zamku de Miromesnil w Tourville-sur-Arques, zm. 6 lipca 1893 w Paryżu) – francuski pisarz zaliczany do nurtu naturalizmu i dekadentyzmu, znany zwłaszcza ze swoich nowel. Jego utwory zawierają silne akcenty ironii, satyry i krytyki społecznej, przedstawiają realistyczny, pełen pesymizmu obraz ówczesnego społeczeństwa.

## Życiorys
Dzieciństwo i wczesną młodość spędził w Normandii, która pod względem chronologicznym stanowiła pierwsze tworzywo jego utworów. Dwie ostatnie klasy liceum ukończył w Rouen, gdzie nawiązał przyjaźń z Louisem Bouilhetem i Gustawem Flaubertem udzielającymi mu pierwszych lekcji literackiego rzemiosła.
Po maturze w 1869 r. rozpoczął w Paryżu studia prawnicze przerwane wybuchem wojny francusko-pruskiej. Bolesne doświadczenia klęski i okupacji odżyją później w szeregu nowel. Od 1872 r. pracował w Ministerstwie Marynarki, a potem w Ministerstwie Oświaty. Było to źródło nowych obserwacji wykorzystanych później w utworach poświęconych środowiskom drobnomieszczańskim. Lata pracy urzędniczej były jednocześnie okresem intensywnego terminowania w rzemiośle pisarskim pod kierunkiem najbardziej wymagającego z mistrzów, Flauberta. Pisał wówczas dużo, ale publikował niewiele: kilka wierszy, kilka nowel i artykułów krytycznych, dwie jednoaktówki wierszem.
Za właściwy debiut przyjmuje się na ogół publikację w 1880 r. noweli Baryłeczka, uznanej przez Flauberta za arcydzieło. Związał się wówczas z naturalistami (Baryłeczka weszła w skład ich programowego tomu opowiadań Wieczory medańskie). Porzuciwszy w tymże roku pracę urzędniczą, żył odtąd z pióra. Stał się pisarzem niezmiernie poczytnym i modnym, światowcem przyjmowanym w salonach arystokracji i bogatej burżuazji. Świadomy postępów nurtującej go od lat choroby, przerażony symptomami nadchodzącego obłędu, podjął 1 stycznia 1892 r. udaremnioną próbę samobójstwa. Prawdopodobnie cierpiał na schizofrenię, która odbiła piętno na technice powieściowej, sposobie percepcji świata i filozofii widocznych w jego twórczości.
Ale Maupassantów było dwóch, a tego drugiego mało kto zna (...) Drugi w końcu pochłonął pierwszego. Tak wyglądało szaleństwo Maupassanta – pisał w swoich dziennikach Alberto Savinio.
Pod wpływem nasilającej się choroby psychicznej Maupassant pisał mało dziś znane opowiadania utrzymane w konwencji koszmaru sennego, dalekie od głównego nurtu twórczości naturalisty.
Leżąc na łóżku, odwrócony od ściany, Maupassant spędzał całe godziny słuchając tego, co ze środka muru mówił do niego Ten Drugi. – dodaje Savinio.

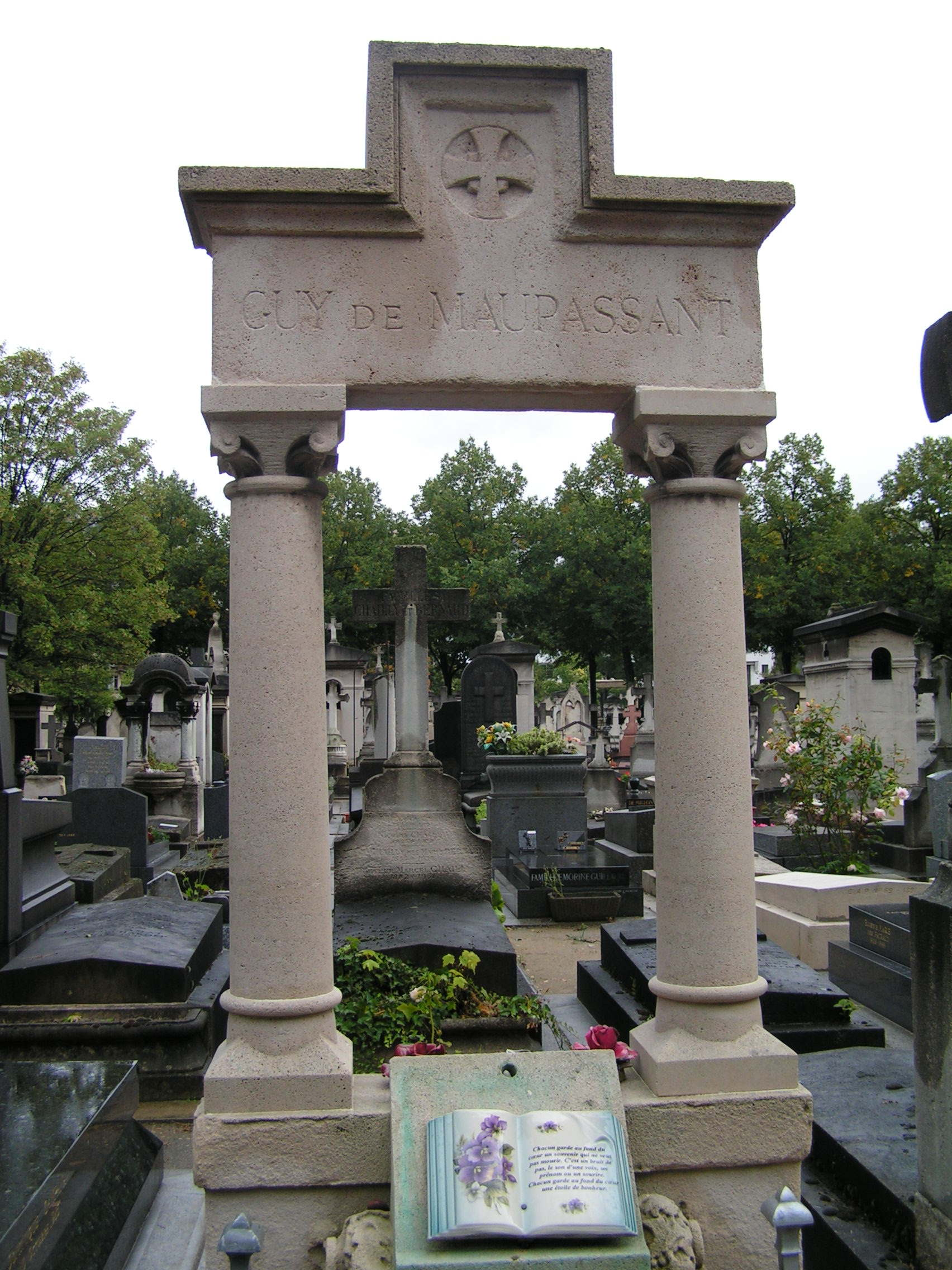
Grobowiec Maupassanta

Zmarł w stanie całkowitej demencji po 18 miesiącach agonii. Jego grób znajduje się na cmentarzu Montparnasse.

## Twórczość
Intensywna działalność pisarska Maupassanta zamyka się w latach 1880-1891. Główny jej nurt stanowi nowelistyka. Naukom Flauberta zawdzięczał doskonałość formy, pozornie prostej i łatwej, w rzeczywistości wielce kunsztownej. Reprezentowane są w jego nowelistyce wszystkie niemal odmiany krótkiej formy, od osnutej na tle jednego wydarzenia anegdoty z ostro zarysowaną pointą, aż po refleksję liryczną pozbawioną wątku fabularnego. Utwory te składają się na „komedię ludzką w pigułce”, godną rywalizować z cyklem Honoré de Balzaca. W ciągu 10 lat wydano w prasie przeszło 300 nowel i opowiadań, z których około 200 zebrał w 15 tomach; pozostałe doczekały się wydań książkowych dopiero po jego śmierci.
Współpracował też z prasą jako publicysta i krytyk. Tylko znikomą część tego dorobku liczącego około 250 kronik zebrał w 3 tomach: Au soleil (1884, W słońcu) – wrażenia z pobytu w Algierii zawierające krytykę francuskiego systemu kolonialnego; Sur l’eau (1888, Na wodzie) – nasycony refleksją filozoficzną pseudodziennik wypraw jachtem po Morzu Śródziemnym; La vie errante (1890, Wędrowne życie) – impresje z podróży po Włoszech i Afryce Północnej. Pozostałe kroniki wydane zostały po jego śmierci.
Maupassant jest też autorem sześciu powieści. Pierwsza, Une vie (1883, Historia pewnego życia), której akcja rozgrywa się w Normandii, jest flaubertowską w tonie i technice opowieścią o straconych złudzeniach. Druga, Bel-Ami (1885) – najbardziej balzakowska z powieści Maupassanta, to historia karierowicza, krytyka środowiska dziennikarskiego, finansjery, obyczajów i polityki III Republiki. W Mont-Oriol (1887) fabuła miłosna rzutowana jest na społeczno-obyczajowe tło intryg i spekulacji związanych z założeniem nowego kurortu. Oparta na klasycznych wzorcach kompozycji powieść Pierre et Jean (1888, Piotr i Jan) przynosi zwartą, utrzymaną w perspektywie jednego z bohaterów tytułowych analizę kryzysu moralnego decydującego o losach obu. Dwie ostatnie powieści Fort comme la mort (1889, Jak śmierć silna) i Notre coeur (1890, Nasze serce), wpisują się w nurt dekadentyzmu; powraca w nich szereg motywów pesymistycznej filozofii Maupassanta. Twórczość dramaturgiczna stanowi wąski margines jego działalności pisarskiej.
Swoje poglądy estetyczne, ukształtowane pod wpływem przede wszystkim Flauberta, ale i Emila Zoli, wyłożył Maupassant w licznych tekstach krytycznych, z których najobszerniejszym jest szkic Le roman (1888, O powieści). Za pierwszy obowiązek artysty uważa Maupassant oryginalność. Właśnie Flaubert nauczył go takiego patrzenia na świat, które w najbanalniejszym nawet przedmiocie pozwala dostrzec to, czego nikt dotąd nie zauważył. Każdy artysta tworzy zgodnie z własnym „temperamentem” pewną „iluzję”, czyli wizję świata, i ją właśnie ma za zadanie przekazać w swoim dziele.
Wizja świata, którą przekazał w swoim dziele Maupassant, uczeń Flauberta i wyznawca Arthura Schopenhauera, jest głęboko pesymistyczna. Człowiek jest istotą słabą, zagubioną we wrogim mu świecie, skazaną na życie, które jest pasmem cierpień i nudy, prowadzącym nieuchronnie do śmierci. Myśl ludzka ograniczona barierą niedoskonałych zmysłów obraca się w kręgu tego, co znane i poznawalne, otoczona nieskończonością niepoznawalnego.
To właśnie przekonanie o ograniczoności ludzkiego poznania przekazują nowele fantastyczne Maupassanta, z których najbardziej znana jest Le Horla (1887, Horla). Zawodne są wszelkie człowiecze próby osiągnięcia szczęścia. Miłość jest zasadzką, sidłami zastawionymi przez naturę, która – obojętna na szczęście czy cierpienie jednostki – dba jedynie o zachowanie gatunku. Jeżeli człowiek jest mimo wszystko przywiązany do życia, jeśli wierzy w możliwość osiągnięcia szczęścia, to dlatego, że podtrzymuje go iluzja, która karmi go złudną nadzieją i kryje przed nim wieczną nędzę istnienia. Gdy jednak zasłona iluzji opada, kiedy człowiek dostrzega „drugą stronę rzeczy”, pozostaje mu jedynie wybór między samobójstwem fizycznym a psychicznym. Niebo jest puste lub co gorsza zamieszkane przez Boga-sadystę, odpowiedzialnego za zło w stworzonym przez siebie świecie i znajdującego rozkosz w zadawaniu cierpień i śmierci.
Tę pozbawioną złudzeń filozofię przekazywał Maupassant w nowelach i powieściach za pośrednictwem losów postaci osadzonych we współczesnej mu rzeczywistości – rezultatu zafałszowanych stosunków i zdegradowanych wartości. Obok struktur społeczno-politycznych, owocu egoizmu i głupoty, która – jak twierdził Flaubert – daje pojęcie nieskończoności, Maupassant krytykował też liczne zjawiska obyczajowe, takie jak: stosunki między mężczyzną i kobietą, instytucję małżeństwa, prostytucję, los nieślubnego dziecka.
Rejestrując przejawy zła był jednak Maupassant daleki od propagowania walki o przemiany społeczno-polityczne. Przekonany o niezmienności natury ludzkiej, nie wierzył w możliwość naprawy, każdy bowiem nowy system będzie równie zły jak ten, który istnieje:
Rządy jednostki to potworność. – Ograniczone prawo wyborcze to niesprawiedliwość. – Powszechne prawo wyborcze to rządy głupoty.
Zło zawarte jest immanentnie w naturze rzeczy. Z niejaką perwersją opowiadał Maupassant o występkach czy okrucieństwach tonem pozornie wolnym od emocji. Wiele nowel budzi nawet śmiech. Ale z nielicznymi wyjątkami nie jest to śmiech niewinny, pozbawiony tragicznego lub okrutnego podłoża. Wywołuje go przeważnie nagłe ujawnienie kontrastu między rzeczywistością a pozorem, uświadomienie sobie absurdu.
Ironia i satyra stanowią ważny element dzieła Maupassanta. Skierowane są prawie zawsze nie przeciwko „ofiarom”, ale przeciwko „katom”, tym, co swoim okrucieństwem, sadyzmem lub głupotą czynią jeszcze tragiczniejszą tę „ponurą farsę”, jaką jest życie. Uświadomienie ludziom ich wspólnoty w cierpieniu, obudzenie w nich litości i solidarności ze współwięźniami życia – oto przesłanie, które w intencji Maupassanta ma wynikać z wizji świata zawartej w jego dziele.
Mimo iż był bardzo poczytny, przez długi czas pisarz nie był ulubieńcem krytyki, zwłaszcza akademickiej, która zwiedziona pozorami łatwości zarzucała mu płyciznę intelektualną i łatwiznę artystyczną. Ożywienie badań nad jego twórczością nastąpiło w drugiej połowie XX wieku.

## Tłumaczenia utworów Maupassanta na język polski
- Aleksander (tłum. Jadwiga Dmochowska)
- Baryłeczka (tłum. Róża Czekańska-Heymanowa)
- Beczułka (tłum. Róża Czekańska-Heymanowa)
- Bel-Ami, także jako Uwodziciel – Bel Ami albo Piękny Pan (tłum. Krystyna Dolatowska)
- Piękny chłopiec (tłum. Maria Kreczowska [ps. M. Feldmanowej])

- Boitelle (tłum. K. Dolatowska)
- Bombard (tłum. J. Dmochowska)

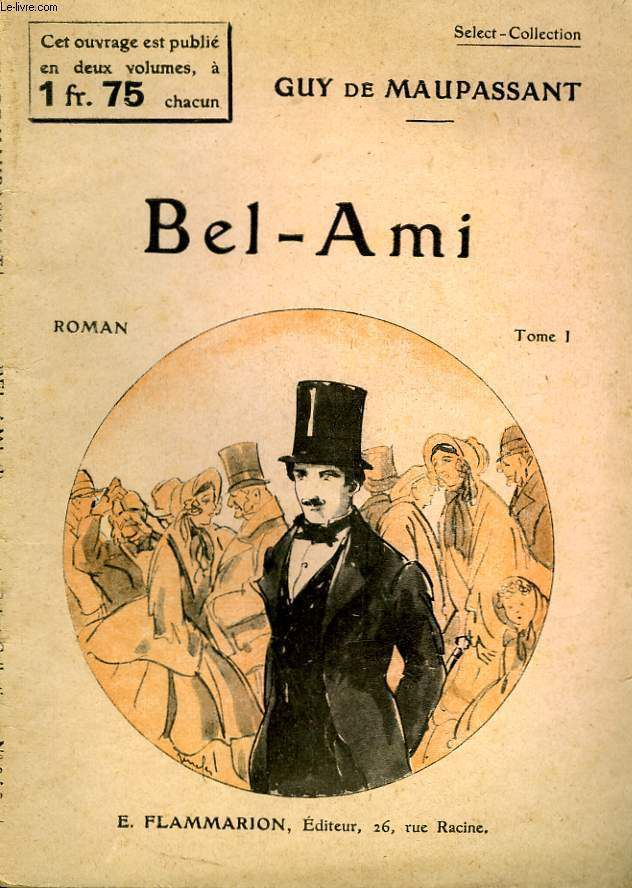

- Chrzciny (tłum. Jadwiga Dmochowska)
- Clochette (tłum. Róża Czekańska-Heymanowa)
- Cnotliwiec pani Husson (tłum. Adolf Sowiński)
- Człowiek z Marsa (tłum. Irena Wieczorkiewicz)
- Diabeł (tłum. Maria Feldmanowa)
- Doktor Herakliusz Gloss (tłum. I. Wieczorkiewicz)
- Dom pani Tellier (tłum. A. Sowiński)
- Dwadzieścia pięć franków siostry przełożonej (tłum. K. Dolatowska)
- Duchoux (tłum. K. Dolatowska)
- Fermer (tłum. J. Dmochowska)
- Historia prawdziwa (tłum. K. Dolatowska)
- Historia pewnego życia (tłum. M. Kreczowska)
- Horla (tłum. Irena Wieczorkiewicz)

- Idylla (tłum. K. Dolatowska)
- Ivetta (tłum. Eligia Bąkowska)

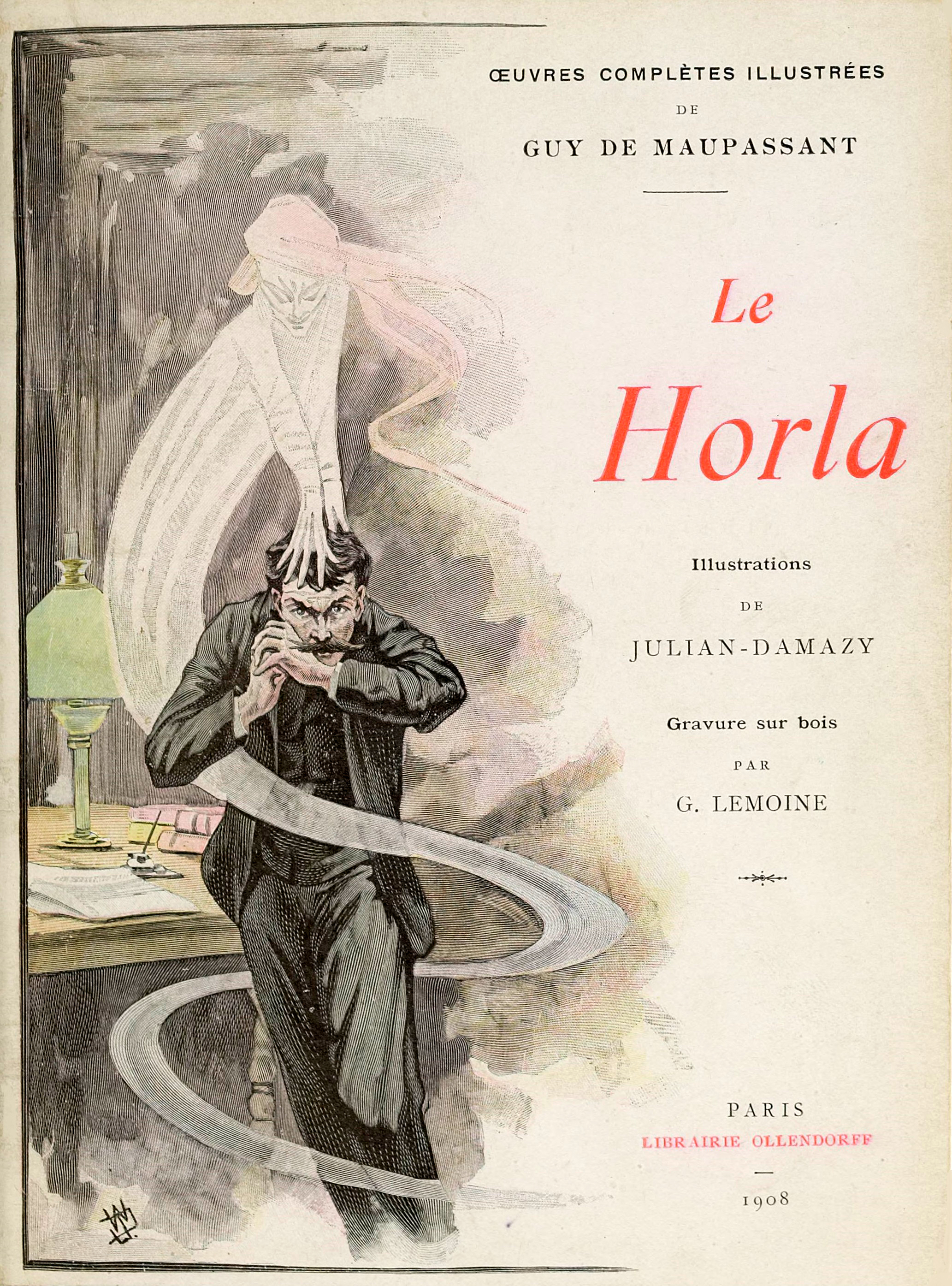

- Jak śmierć silna (przekład anonim.; 1890)
- Jedyna miłość (tłum. J. Dmochowska)
- Jeńcy (tłum. M. Feldmanowa)
- Józef (tłum. J. Dmochowska)
- Kelner, małe piwo (tłum. R. Czekańska-Heymanowa)
- Klejnoty (tłum. Róża Czekańska-Heymanowa)
- Kokotka (tłum. J. Dmochowska)
- Królik (tłum. K. Dolatowska)
- Królowa Hortensja (tłum. K. Dolatowska)
- Któż wie? (tłum. I. Wieczorkiewicz)
- Łacina (tłum. J. Dmochowska)
- Magnetyzm (tłum. I. Wieczorkiewicz)
- Mała Roque (tłum. I. Wieczorkiewicz)
- Margrabia de Fumerol (tłum. J. Dmochowska)
- Martinka (tłum. K. Dolatowska)
- Matka potworów (tłum. J. Dmochowska)
- Moiron (tłum. I. Wieczorkiewicz)
- Mont-Oriol (tłum. Maria Skibniewska)
- Morderca (tłum. J. Dmochowska)

- Na morzu (tłum. K. Dolatowska)

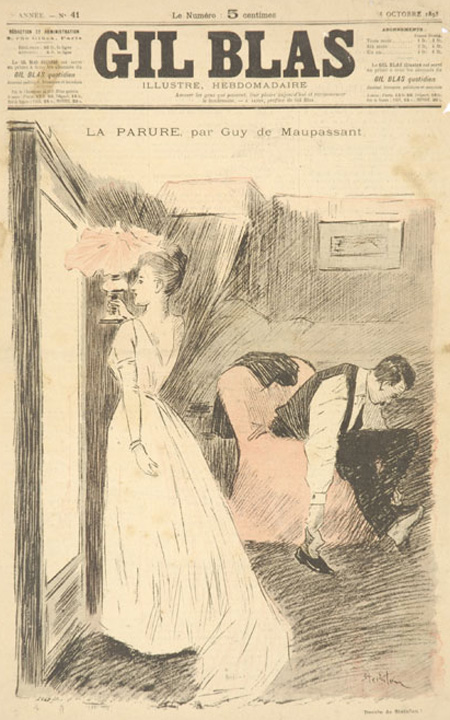
Ilustracja do noweli Naszyjnik w czasopiśmie „Gil Blas Illustré” (1893)

- Nasze serce (przekład anonim.; 1921)
- Na wsi (tłum. M. Feldmanowa)
- Naszyjnik (tłum. Adolf Sowiński)
- Noc księżycowa (tłum. J. Dmochowska)
- Normandzki żart (tłum. J. Dmochowska)
- Oberża (tłum. I. Wieczorkiewicz)
- Obłąkany? (tłum. I. Wieczorkiewicz)
- Obłęd? (tłum. I. Wieczorkiewicz)
- Odysea dziewczyny ulicznej (tłum. J. Dmochowska)
- Ojciec Amable (tłum. K. Dolatowska)
- Ojciec Milon (tłum. R. Czekańska-Heymanowa)
- Ojciec Mongilet (tłum. K. Dolatowska)
- Ojcobójca (tłum. K. Dolatowska)
- On? (tłum. I. Wieczorkiewicz)
- Opowieść o pewnym Normandczyku (tłum. Krystyna Dolatowska)
- Order (tłum. M. Feldmanowa)
- Pani Baptystowa (tłum. K. Dolatowska)
- Pani Hermet (tłum. J. Dmochowska)
- Panna Fifi (tłum. M. Feldmanowa)

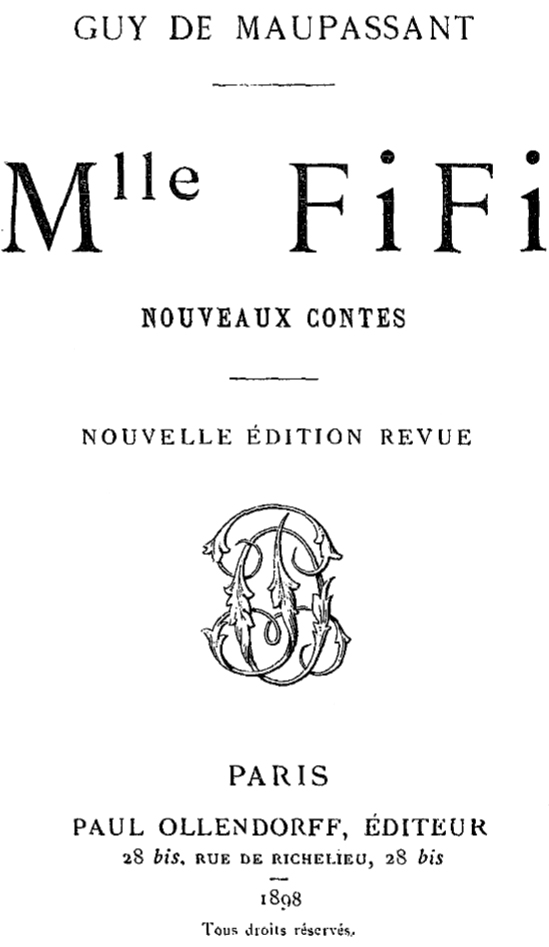
Okładka wydania zbioru nowel Panna Fifi (1898)

- Panna Perełka (tłum. R. Czekańska-Heymanowa)
- Parasol (tłum. Krystyna Dolatowska)
- Paryska przygoda (tłum. J. Dmochowska)
- Pchła (tłum. Maria Feldmanowa)
- Pijak (tłum. K. Dolatowska)
- Piotr i Jan (tłum. Julian Rogoziński)
- Pole oliwne (tłum. K. Dolatowska)
- Port (tłum. J. Dmochowska)
- Powrót (tłum. Róża Czekańska-Heymanowa)
- Porzucony syn (tłum. Róża Czekańska-Heymanowa)
- Posag (tłum. K. Dolatowska)
- Protektor (tłum. K. Dolatowska)
- Przechadzka (tłum. Krystyna Dolatowska)
- Przejażdżka (tłum. Krystyna Dolatowska)
- Przygoda Waltera Schnaffsa (tłum. Róża Czekańska-Heymanowa)
- Przygotowania do podróży (tłum. J. Dmochowska)
- Relikwie (tłum. J. Dmochowska)
- Ręka (tłum. I. Wieczorkiewicz)
- Rozalia Prudent (tłum. Róża Czekańska-Heymanowa)
- Ryby (tłum. Maria Feldmanowa)
- Saboty (tłum. J. Dmochowska)

- Sierota (tłum. J. Dmochowska)
- Spadek (tłum. A. Sowiński)

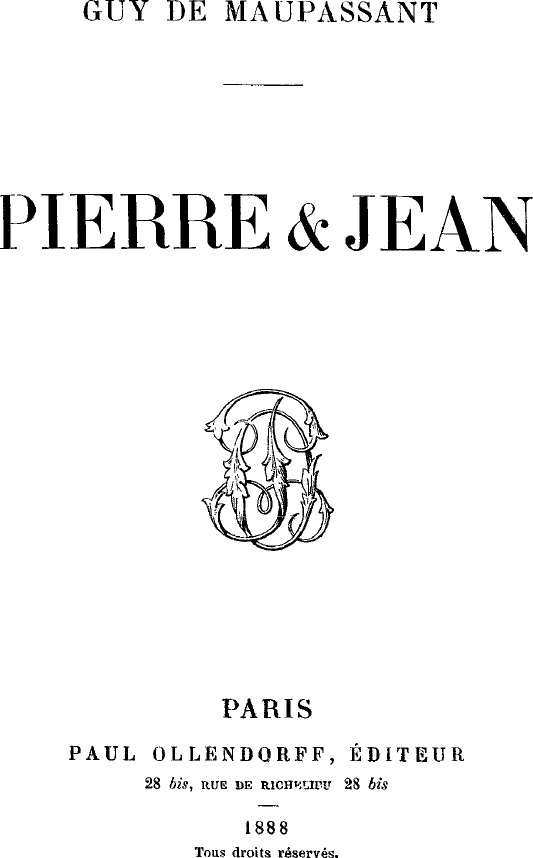
Okładka pierwszej edycji powieści Piotr i Jan (1888)

- Spowiedź Teodula Sabot (tłum. K. Dolatowska)
- Sprawa pani Luneau (tłum. J. Dmochowska)
- Stary (tłum. Krystyna Dolatowska)
- Strach (tłum. I. Wieczorkiewicz)[4]
- Stryj Juliusz (tłum. K. Dolatowska)
- Syn (tłum. J. Dmochowska)
- Szafa (tłum. J. Dmochowska)
- Sznurek (tłum. Krystyna Dolatowska)
- Tatuś Szymka (tłum. Krystyna Dolatowska)
- Tchórz (tłum. I. Wieczorkiewicz)
- Tik (tłum. I. Wieczorkiewicz)
- Toine (tłum. K. Dolatowska)
- Topielec (tłum. Krystyna Łyczywek)
- Transakcja (tłum. A. Sowiński)
- U przyjaciela (tłum. J. Dmochowska)
- Urwisko śmierci (tłum. J. Dmochowska)
- W Bretanii (tłum. Krystyna Łyczywek)
- W rodzinnym gronie (tłum. Adolf Sowiński)
- W wiejskim sądzie (tłum. R. Czekańska-Heymanowa)
- Wieczór Trzech Króli (tłum. J. Dmochowska)
- Wigilia (tłum. J. Dmochowska)
- Wiosenny wieczór (tłum. Jadwiga Dmochowska)
- Wizyta (tłum. K. Dolatowska)
- Włosy (tłum. I. Wieczorkiewicz)
- Włóczęga (tłum. Maria Feldmanowa)
- Wuj Sosteniusz (tłum. J. Dmochowska)
- Wyznanie (tłum. K. Dolatowska)
- Zastępca (tłum. J. Dmochowska)
- Zjawa (tłum. I. Wieczorkiewicz)
- Znak (tłum. K. Dolatowska)